# Скайхук (воздушный шар)
«Скайхук» (англ. Skyhook) — тип беспилотного воздушного шара, разработанный немецко-американским инженером по аэронавтике Отто Винзеном и американской корпорацией General Mills. Эти воздушные шары использовались Управлением военно-морских исследований ВМС США в конце 1940-х и 1950-х годах для исследования атмосферы, особенно для постоянных метеорологических исследований путём наблюдений на очень больших высотах. Такие инструменты, как детектор Черенкова, были впервые использованы на воздушных шарах «Скайхук».

## Проект «Скайхук»
В конце 1940-х годов проект «Скайхук» задумывался как средство, с помощью которого пластиковые шары можно было использовать для передачи или отправки инструментов в стратосферу для проведения исследований. Этот проект перенёс работу из более раннего проекта «Гелиоса», в котором General Mills и Джин Пикард начали использовать массивы гигантских пластиковых воздушных шаров, чтобы поднять и людей.

## Проект «Стратоскоп»
19 августа 1957 года беспилотный воздушный шар «Скайхук» поднял первый телескоп Стратоскоп. Проект «Стратоскоп I» был программой, разработанной для исследования Солнца. Приборы включали в себя 12-дюймовый (30-сантиметровый) телескоп со специальной светочувствительной системой наведения и телевизионную камеру с замкнутым контуром, которой руководили учёные на Земле. Это был первый аэростатный телескоп. Телескоп сделал более 400 фотографий солнечных пятен. Это были самые резкие, чёткие фотографии Солнца, сделанные до того времени. Фотографии позволили учёным лучше понять движения, наблюдаемые в сильных магнитных полях солнечных пятен.

## Проект «Церковь»
В 1948 году воздушные шары «Скайхук» были использованы для демонстрации того, что в дополнение к протонам и электронам, космические лучи также включают атомные ядра высоких энергий, лишенные электронов. Тринадцать стратосферных аэростатов «Скайхук» были запущены в сентябре 1953 года в рамках проекта «Церковь» — экспедиции на геомагнитный экватор, профинансированной Управлением военно-морских исследований. Проект «Церковь» проводился на Галапагосских островах, поскольку частицы космических лучей высокой энергии могут быть собраны только на геомагнитном экваторе — в более высоких широтах к ним примешивались сопутствующие частицы более низких энергий. Воздушные шары с научными приборами поднимались на высоты от 90 000 футов (27 000 м) до 105 000 футов (32 000 м), где испытывали температуры до −112 °F (−80 °C). Самолёт патрульной эскадрильи (VP) 45 «Пеликаны» взлетал через час после запуска каждого воздушного шара и визуально отслеживал его до тех пор, пока тот не сбрасывал полезную нагрузку и не сдувался. Приборы наблюдались до приводнения и помечались для подбора эсминцами.

## «Скайхук» как НЛО
Воздушные шары «Скайхук», возможно, были источником некоторых наблюдений НЛО. Самым известным случаем, возможно, связанным со случайным наблюдением «Скайхука», был инцидент с Мантеллом (В сценарии фильма «Земля против летающих тарелок» (1956) упоминается «Проект „Скайхук“»).